# مردان مجرد (فیلم ۲۰۱۷)
مردان مجرد یا مجردها (به انگلیسی: The Bachelors) فیلمی محصول سال ۲۰۱۷ و به کارگردانی کورت وولکر است. در این فیلم بازیگرانی همچون جی. کی. سیمونز، ژولی دلپی، جاش ویگینز، اودیا راش، جی هد، تام آماندس، کوین دان و هارولد پرینو ایفای نقش کرده‌اند.